# Kim Kolwiek: Było, jest i będzie
Kim Kolwiek: Było, jest i będzie (ang. Kim Possible: A Sitch in Time) – film animowany produkcji amerykańskiej z 2003 roku w reżyserii Steve'a Lotera. Film trwa 66 minut.

## Fabuła
Ross wyjeżdża do Norwegii. Pewnego dnia z muzeum znika część posążku Tempus Simia. Okazuje się, że Drakken, Strzyga, Duff Killigan i Małpi Pysk współpracują. Gdy złoczyńcom udaje się złożyć posążek, Kim i Ross stwierdzili, że Kim musi sama ratować świat. Do Kim przybywa Rufus 3000 i pomaga bohaterce. Drakken, Duff Killigan i Małpi Pysk postanowili, że zepsują dzieciństwo Kim. Jednak to się nie udaje. Strzyga zapanowała nad światem jako Supremo. Kim i Ross oraz Rufus 3000 wyruszyli w przyszłość. Razem z Jimem, Timem i Wade'em stawili czoło wrogom. Nagle pojawiła się nowa Monique. Pomogła Kim pokonać Drakkena. Gdy Ross zniszczył posążek, wszystko dobrze się skończyło.

## Obsada
- Christy Carlson Romano – Kim Kolwiek
  - Dakota Fanning – Mała Kim
- Will Friedle – Ross Rabiaka
  - Harrison Fahn – Mały Ross
- Nancy Cartwright – Rufus
  - Michael Dorn – Rufus 3000
- Tahj Mowry – Wade Load
  - Michael Clarke Duncan – Wade z przyszłości
- Nicole Sullivan – Strzyga
- John DiMaggio – Doktor Drakken (Drew Theodore P. Lipsky)
- Tom Kane – Monkey Fist
- Brian George – Duff Killigan
- Gary Cole – Doktor James Kolwiek
- Jean Smart – Doktor Annie Kolwiek
- Shaun Fleming – Jim i Tim Kolwiek
  - Freddie Prinze Jr. – Jim i Tim z przyszłości
- Raven-Symoné – Monique
  - Vivica A. Fox – Monique z przyszłości
- Kirsten Storms – Bonnie Rockwaller
  - Kelly Ripa – Bonnie z przyszłości

## Wersja polska
Wersja polska: na zlecenie Disney Character Voices International, Inc. – MASTER FILM

Reżyseria: Cezary Morawski

Dialogi: Jan Wecsile

Dźwięk:
- Renata Gontarz,
- Elżbieta Mikuś

Montaż: Michał Przybył

Kierownictwo produkcji: Romuald Cieślak

Wystąpili:
- Anna Gajewska – Kim Kolwiek
- Marcin Przybylski – Ross Rabiaka
- Anna Apostolakis – Rufus
- Grzegorz Drojewski – Wade Load
- Wojciech Paszkowski – Monty Fist
- Andrzej Chudy – Doktor Drakken (Drew Theodore P. Lipsky)
- Grzegorz Wons – Duff Killigan
- Marta Walesiak – Bonnie Rockwaller
- Monika Kwiatkowska – Strzyga
- Jolanta Wilk – Monique
- Cezary Nowak – Doktor James Kolwiek
- Dorota Landowska – Doktor Annie Kolwiek
- Dominika Kluźniak –
  - Jim Kolwiek,
  - Tim Kolwiek
- Marcin Troński – Rufus 3000
- Marcin Bosak –
  - Dorosły Jim,
  - Dorosły Tim
- Zbigniew Konopka – Dorosły Wade

W pozostałych rolach:
- Janusz Wituch – Agent nieruchomości
- Ewa Kania – Pani Rabiaka
- Jacek Jarosz – Pan Rabiaka
- Łukasz Lewandowski – Leszcz / Lech
- Krzysztof Kołbasiuk – Paisley
- Józef Mika – McHenry
- Kajetan Lewandowski – Młody Ross
- Elżbieta Jędrzejewska – Przedszkolanka
- Julia Jędrzejewska – Mała Kim
- Paweł Szczesny - Żołnież

Lektor: Maciej Gudowski